# Crepidomenus australis
Crepidomenus australis là một loài bọ cánh cứng trong họ Elateridae. Loài này được Boisduval miêu tả khoa học năm 1835.